# 周小舟
周小舟（1912年11月11日—1966年12月26日），原名周怀求，湖南湘潭黄荆坪乡（今排头乡）人。:51中华人民共和国政治人物，原中国共产党湖南省委员会书记、中国人民政治协商会议湖南省委员会主席。:51

## 生平
1912年11月11日，周小舟出生在湖南省湘潭县黄荆坪乡（今排头乡）一个地主家庭。:51他早年在三育小学、明德中学读书。:511931年8月从湖南大学预科班毕业，靠“周公奖学基金”进入北京师范大学文学院国文系就读，曾加入“非基督教同盟”。:511927年加入中国共产主义青年团。:51国共二次合作前共产党方面地下联系人。1934年，周小舟参加组织中华民族武装自卫委员会。1935年国文系毕业，在校加入中国共产党，任中共北平临时市委宣传部部长，曾任支部书记、北平学联党团领导人。:51一二·九运动领导人之一。1935年年11月底，周小舟调到中共中央北方局联络部工作。1936年春季，周小舟按照中共中央指示赴江苏省南京市秘密和中国国民党的宋子文、陈立夫谈判停止国共内战、联合抗日的问题。:518月，周小舟赴陕西省延安市向中共中央汇报谈判情况，之后任中国共产党中央革命军事委员会主席毛泽东的秘书，后来作为毛泽东私人代表去新疆、太原宣传抗日斗争和统战工作。:51
中国抗日战争爆发后，1938年秋季，周小舟出任中共冀中区党委常委兼宣传部部长，参加组织了冀中平原抗日游击战争。1943年底，周小舟跟随区党委转至北岳区，任中共中央晋察冀分局冀中委员会委员兼第六地委书记、第六军分区政治委员。之后出任中共易县县委书记兼县支队政治委员、冀晋区第一地委书记兼第一军分区政治委员。:51
第二次国共内战时期，周小舟先后任中共北平市委常委兼宣传部部长、中共北岳区党委常委兼宣传部部长、中共北岳区第五地委书记兼第五军分区政治委员、中共中央华北局宣传部副部长、南下工作团副书记兼宣传部部长、中共湖南省委常委兼宣传部部长等职。:51期间，周小舟参加了华北解放战争和解放湖南。
中华人民共和国成立后，周小舟先后出任中共湖南省委宣传部部长兼省土地改革委员会主任、中共湘西区党委书记、中共湖南省委副书记兼省政府财经委员会主任。:511953年，周小舟任中国共产党湖南省委员会书记、第一书记，兼任湖南省人民政府副省长、中国人民政治协商会议湖南省委员会主席、湖南省军区政治委员、中共中南军区党委常委等职务。:511958年，周小舟补选为中共第八届候补中央委员。
1959年，庐山会议上，周小舟受到批判。:51周因认同彭德怀批评毛泽东的人民公社和大跃进运动中的失误，他質疑“主席有沒有斯大林晚年的危險？”遭毛定性为「走资派」和「彭、黄、张、周反党集团」成员，被撤銷中共湖南省委第一書記職務，保留省委委員，10月2日到湖南瀏陽縣的大瑤人民公社接受勞改，擔任公社黨委副書記。1962年6月調任廣州，任中國科學院中南分院副院長。在文化大革命期间遭到批斗。:511966年12月26日（毛泽东73岁生日），周因不堪人格和人身的侮辱，服安眠药自杀身亡。:511979年2月15日中共中央恢复了他的名誉。